# سبدساز پشت‌رگه‌ای
سبدساز پشت‌رگه‌ای (نام علمی: Asthenes wyatti) گونه‌ای از پرندگان خانواده مرغان تنورساز است که در بولیوی، کلمبیا، اکوادور، پرو و ونزوئلا یافت می‌شود. زیستگاه طبیعی آن علفزارهای نیمه‌گرمسیری یا گرمسیری در ارتفاعات است. هفت زیرگونه شناخته شده دارد.